# Je me tue à le dire
Pour plus de détails, voir Fiche technique et Distribution.
Je me tue à le dire (en version anglaise : Death by Death) est une comédie noire belge réalisée par Xavier Seron, filmée en noir et blanc.

## Synopsis
Michel Pneud va mourir. Comme vous, comme moi et comme sa mère. Cependant sa mère le sait, son médecin lui a dit. Elle décide alors de vivre pour le peu de temps qu'il lui reste. Cependant sa vie prend beaucoup de place dans celle de son fils, hypocondriaque qui développera les symptômes de la maladie de sa mère...

## Fiche technique
- Titre : Je me tue à le dire
- Réalisation :	Xavier Seron
- Scénario : Xavier Seron
- Musique : Thomas Barriere
- Costumes : Laure Mahéo
- Producteur : François Cognard, Olivier Dubois
- Pays de production :  Belgique
- Genre : comédie noire
- Dates de sortie :
  - Belgique : octobre 2015 (Festival international du film francophone de Namur[2])
  - Belgique : 3 mai 2016

## Distribution
- Jean-Jacques Rausin : Michel
- Myriam Boyer : sa mère
- Fanny Touron
- Serge Riaboukine

## Distinctions
- 2016 : Festival international du film de Palm Springs : New Visions award[3],[4]